# Sidi Ladjel
Sidi Ladjel (în arabă سيدي لعجال) este o comună din provincia Djelfa, Algeria.
Populația comunei este de 13.661 de locuitori (2008).